# Душанбеково
Душанбеково (баш. Дүшәмбикә) — село в Кигинском районе Республики Башкортостан Российской Федерации. Административный центр Душанбековского сельсовета.

## География

### Географическое положение
Расстояние до:
- районного центра (Верхние Киги): 11 км,
- ближайшей ж/д станции (Сулея): 52 км.

## Население
| 2002 | 2009 | 2010 |
| ---- | ---- | ---- |
| 644  | ↘635 | ↘622 |

Национальный состав
Согласно переписи 2002 года, преобладающая национальность — татары (87 %).

## Религия
В селе есть мечеть.